# Münstermann (Briefadelsgeschlecht)

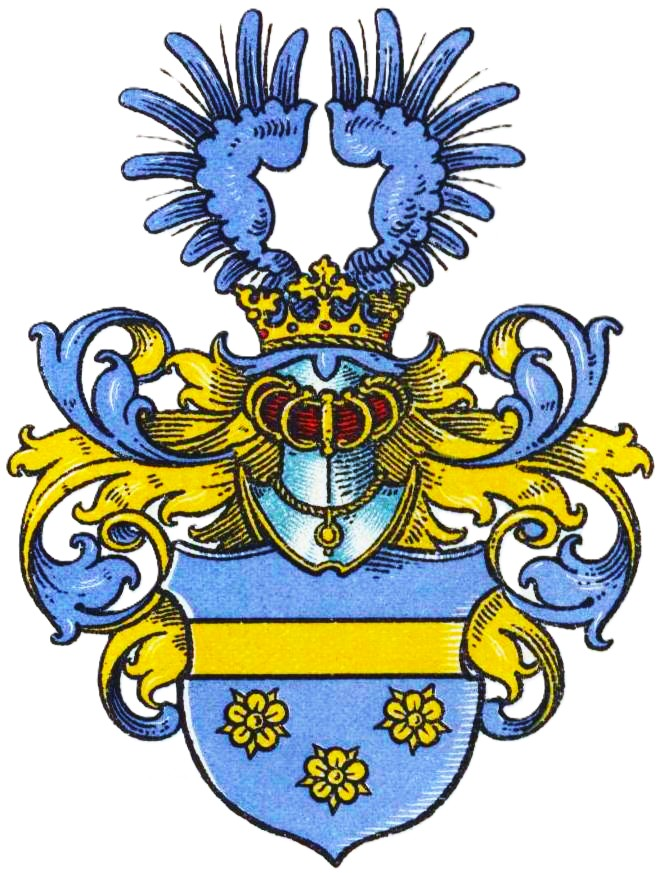
Wappen derer von Münstermann (1804) im Wappenbuch des Westfälischen Adels

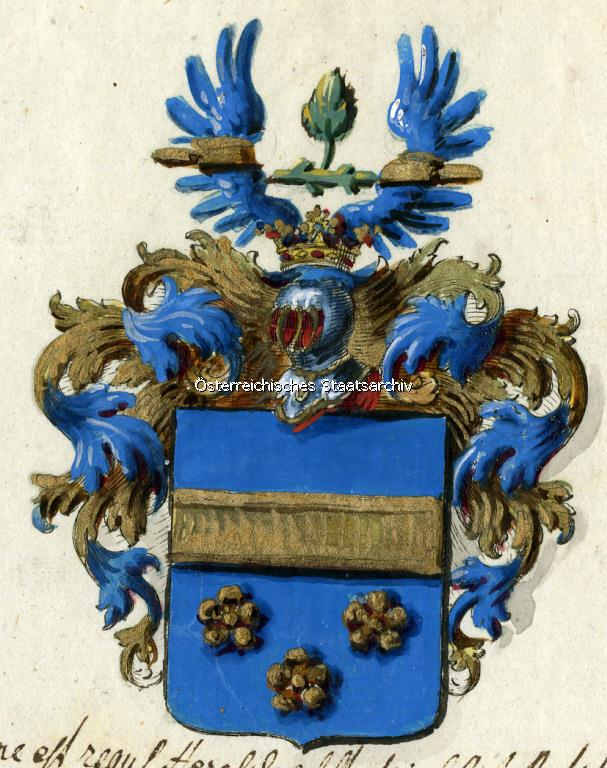
Wappen derer von Münstermann (1804) im Österreichischen Staatsarchiv

Münstermann ist der Name eines westfälischen Briefadelsgeschlechts.
Die Familie ist zu unterscheiden von dem wappenverschiedenen, nicht stammverwandten Patriziergeschlecht Münstermann.

## Geschichte
Das Geschlecht beginnt seine Stammreihe mit Antonius Münstermann, der um 1650 Richter in Anröchte war. Nach Spießen stammt es aus Münster. Am 13. April 1804 wurde Christoph Bernhard Münstermann (1735–1821), fürstlich-münsterischer geheimer Rat, mit Prädikat „von“ in den Adelsstand erhoben. Zur Familie gehörten im weiteren Verlauf u. a. ein Münsteraner Oberbürgermeister, ein Hauptmann im königlich-preußischen 7. Landwehr-Regiment sowie ein in Jura promovierter Hofrat in Münster.
Folgende Stammfolge ist überliefert:
- Christoph Bernhard von Münstermann (1735–1821) ⚭ Margarethe Agnes Adelheid Flagingk († 1794)
  - Catharina Josepha Margarethe von Münstermann (* 1769)
  - Joseph von Münstermann (1773–1842), 1824–1842 Münsteraner Oberbürgermeister, ⚭ 1802 Ernestine von Büren (* 1778)
    - Bernhardine Friederike Catharina von Münstermann (* 1803) ⚭ 1826 Franz Joseph Friedrich von Schlebruegge, Oberlandesgerichtsassessor
    - Christoph von Münstermann (* 1805), Auskalkulator
    - Gustav von Münstermann (* 1807), Rentmeister des Studienfonds, ⚭ Theressia Schölvinck
      - Julius Christoph Franz von Münstermann (* 1845) ⚭ Maria Elisabeth Gertrud Stratmann
      - N. N. (Sohn) (* 1847)
      - Ernestine Agnes Bertha Johanna von Münstermann (* 1848) ⚭ Adolf Storp, Justizrat in Hagen

    - Ida von Münstermann (* 1810) ⚭ 1836 Franz Caspar Becks (1805–1847), Professor
    - Johanna von Münstermann (* 1816) ⚭ N. N. Geißler

  - Alexander von Münstermann (1774–1842), Rittmeister
  - Johann Bernhard Anton von Münstermann (* 1775)
  - Arnold Andreas Anton von Münstermann (* 1777)
  - Bernhardine Antoinette Elisabeth von Münstermann (* 1779)
  - Lambert Joseph von Münstermann (* 1782), Hofrat und Arzt, ⚭ 1818 Lisette Brockmann (* 1790), verwitwete Lindenkampff
  - Arnold Franz Anton von Münstermann (* 1784)

## Persönlichkeiten
- Joseph von Münstermann (1773–1842), Münsteraner Oberbürgermeister
- Carl von Münstermann (1843–1930), Wasserbauingenieur, preußischer Baubeamter im Meliorationsbauwesen und Hochschullehrer für Kulturtechnik

## Wappen
Blasonierung: In Blau ein goldener Balken, darunter drei (2:1) goldene Rosen. Auf dem gekrönten Helm mit blau-goldenen Helmdecken ein offener blauer Flug.
Das Adelsdiplom im Österreichischen Staatsarchiv zeigt die Flügel zusätzlich belegt mit dem goldenen Balken und zwischen den Flügeln einen grünen balkenweis gestellten gestümmelten Ast, aus dem oben ein grünes Blatt wächst. Der gestümmelte Ast kann als Referenz auf die Familie Flagingk angesehen werden, aus der die Ehefrau des Geadelten stammte.